# Koszmosz–15
A Koszmosz–15 (oroszul: Космос 15) a szovjet Koszmosz műhold-sorozat tagja. Katonai felderítő műhold.

## Küldetés
A Koszmosz–12 adatgyűjtését folytatta a Föld sugárzási övezeteinek vizsgálatához. A Vosztok-program előkészítését segítette, a négynapos programot a továbbiakban nyolc napra bővítették.

## Jellemzői
Kettős, katonai és polgári (tudományos) rendeltetésű, az OKB–1 tervezőirodában kifejlesztett műhold. A Zenyit–2 ember szállítására fejlesztett űreszköz, hasznos terében helyezték el a műszereket.
1963. április 22-én a Bajkonuri űrrepülőtér indítóállomásról egy Vosztok–2 (8A92) rakétával juttatták alacsony Föld körüli pályára. A 89,77 perces, 65 fokos hajlásszögű, elliptikus pálya elemei: perigeuma 302 kilométer, apogeuma 170 kilométer volt. Hasznos tömege 4730 kilogramm. A sorozat felépítését, szerkezetét, alapvető fedélzeti rendszereit tekintve egységesített, szabványosított tudományos-kutató űreszköz. Áramforrása kémiai akkumulátor, szolgálati ideje maximum 10 nap.
A Föld felső atmoszférája fontos szerepet játszik a felszíni és a műholdas kommunikációban és navigációban, sűrűsége befolyásolja az alacsony Föld körüli pályán (LEO) keringő műholdak élettartamát. A fedélzeten elhelyezett rádióadók által sugárzott jelek fáziskülönbségének méréséből következtetéseket lehetett levonni az ionoszféra szerkezetéről. Az éjszakai ionoszféra F-rétege magasságbeli és kiterjedésbeli inhomogenitásainak mérése a 20 MHz-es fedélzeti adó jeleinek fluktuációváltozásaiból történt. Kamerái SZA-10 (0,2 méter felbontású), SZA-20 (1 méter felbontású) típusú eszközök voltak. Elektrosztatikus gömbcsapdával is felszerelték.
1963. május 1-jén földi parancsra belépett a légkörbe és hagyományos módon – ejtőernyős leereszkedés – módon visszatért a Földre.